# Baie de Kumihama
La baie de Kumihama (久美浜湾, Kumihama-wan) est une lagune de la mer du Japon, située dans le nord-ouest de la préfecture de Kyoto au Japon.

## Géographie

### Situation
La baie de Kumihama est située sur le territoire de la ville de Kyōtango. Elle fait partie du parc national de San'inkaigan.

### Topographie
La baie de Kumihama a une superficie totale de 7,18 km2 pour un périmètre de 28 km. Elle est séparée de la mer du Japon par un banc de sable de 4,7 kilomètres de long appelé Shōtenkyō (小天橋).